# RealVideo
RealVideo là định dạng video thương mại do RealNetworks phát triển. Nó được ra mắt vào năm 1997 và đến năm 2006 đang ở phiên bản 10. RealVideo được hỗ trợ ở nhiều hệ điều hành, trong đó có Windows, Mac, Linux, Solaris, và một số loại điện thoại di động.
RealVideo thường đi kèm với RealAudio và đóng gói trong tập tin RealMedia (.rm).  RealMedia thích hợp để dùng làm định dạng phương tiện trực tuyến, tức là loại âm nhạc hay phim ảnh được xem trong khi dữ liệu đang được truyền qua mạng. Video trực tuyến có thể dùng để xem truyền hình trực tiếp, vì nó không cần phải tải toàn bộ video về trước.

## Công nghệ
Phiên bản đầu tiên của RealVideo được công bố vào năm 1997 và dựa trên codec H.263. Vào thời điểm đó, RealNetworks phát hành một công báo nói rằng họ đã cấp phép cho công nghệ ClearVideo của Iterated Systems và đưa nó vào làm RealVideo Fractal Codec. Tuy nhiên, sự hỗ trợ ClearVideo đã im lặng biến mất trong phiên bản tiếp theo của RealVideo.
RealVideo tiếp tục sử dụng H.263 cho đến RealVideo 8, khi công ty chuyển sang một codec video. Các codec RealVideo được xác định bởi mã bốn ký tự.  RV10 và RV20 là codec dựa trên H.263. RV30 và RV40 là các định dạng thương mại của RealNetworks. Những định danh này đã là nguồn gốc của một số nhầm lẫn, khi người ta cho rằng RV10 là RealVideo định dạng 10, trong khi thực ra nó là phiên bản đầu tiên của RealVideo.  RealVideo 10 sử dụng RV40.
RealVideo có thể chơi từ tập tin RealMedia hoặc luồng truyền qua mạng dùng Real Time Streaming Protocol (RTSP), một giao thức chuẩn dành cho tập tin xem trực tuyến do IETF phát triển. Tuy nhiên, RealNetworks chỉ dùng RTSP để thiết lập và quản lý kết nối. Dữ liệu video thực sự được gửi qua giao thức thương mại RDT. Chiến thuật này tạo ra nhiều lời chỉ trích vì nó khiến khó sử dụng RealVideo với phần mềm chơi nhạc và phần mềm máy chủ khác. Tuy nhiên, dự án mã nguồn mở MPlayer đã phát triển được phần mềm có thể chơi tập tin phát trực tuyến RDT.
Để thuận lợi cho việc truyền tập tin thời gian thực, RealVideo (và RealAudio) thường dùng mã hóa tỷ lệ bit cố định, để cùng lượng dữ liệu sẽ được truyền qua mạng mỗi giây. Gần đây, RealNetworks đã giới thiệu dạng tỷ lệ bit thay đổi gọi là RealMedia Variable Bitrate (rmvb).  Điều này cho phép chất lượng video cao hơn, tuy nhiên định dạng này ít phù hợp với truyền tải trực tuyến vì nó khó dự đoán dung lượng mạng mà một luồng video cần. Video với chuyển động nhanh hoặc đổi cảnh nhanh sẽ cần tỷ lệ bit cao hơn. Nếu tỷ lệ bit của một luồng video tăng nhanh chóng, nó có thể vượt quá toóc độ mà tại đó dữ liệu có thể truyền qua mạng, dẫn tới hư hỏng video.

## Trình chơi RealVideo
Trình chơi nhạc chính thức của RealVideo là RealNetworks RealPlayer, hiện ở phiên bản 11, và có ở nhiều hệ điều hành như Windows, Macintosh, và Linux.  RealPlayer có khá nhiều tranh cãi do RealNetworks nổi tiếng với những quảng cáo khó chịu và chiến thuật bán hàng cứng  Lưu trữ ngày 16 tháng 5 năm 2008 tại Wayback Machine.  Một số người từ chối sử dụng RealPlayer và tìm các phương tiện thay thế khác để chơi ReadVideo.
Cũng có vài trình chơi tồn tại, bao gồm MPlayer và Real Alternative.  Nhiều trình trong số này dựa trên các thư viện liên kết động (DLL) của RealPlayer chính thức để chơi video, và do đó cần phải cài đặt RealPlayer (hoặc ít nhất là DLL của nó, nếu không phải là trình chơi nhạc thật sự). Tuy nhiên, thư viện ffmpeg mã nguồn mở (và phần phụ DirectShow ffdshow của nó) có thể chơi RealPlayer H.263 cũ hơn và không cần có RealPlayer hay bất cứ phần nào của nó.
RealNetworks cũng đã phát triển Trình chơi nhạc Helix mã nguồn mở, tuy nhiên hỗ trợ RealVideo trong dự án Helix còn kém vì RealNetworks vẫn muốn giữ codec là sản phẩm thương mại.
RealPlayer không thu được luồng RealVideo, và RealNetworks đã quảng cáo tính năng này đến những nhà sở hữu nội dung như nhà phát hình, hãng phim, và nhãn đĩa nhạc, như một công cụ khiến cho người dùng không thể sao chép trái phép nội dung. Tuy nhiên, những phần mềm khác hiện có thể lưu lại tập tin để xem sau. Những loại sao chép như vậy, gọi là dời thời gian, thường được xem là hợp pháp.

### Codec
Tập tin RealVideo được nén bằng vài codec video khác nhau. Mỗi codec được xác định bằng một mã bốn ký tự. Dưới đây là danh sách các codec và phiên bản của nó khi giới thiệu:
- rv10, rv13: RealVideo 1.0, dựa trên h.263 (có trong RealPlayer 5)
- rv20: RealVideo G2 và RealVideo G2+SVT, cũng dựa trên h.263 (có trong RealPlayer 6)
- rv30: RealVideo 8, nghi là dựa chủ yếu trên H.263 hoặc bản nháp đời đầu của H.264 (có trong RealPlayer 8)
- rv40: RealVideo 9, nghi là dựa trên H.264 (có trong RealPlayer 9)
- rv40: RealVideo 10, hay RV9 EHQ (có trong RealPlayer 10). Nó là sự phát triển ở phía nén mã và do đó tương thích lùi với các trình chơi nhạc cũ hơn có bộ giải mã RV9. Kết quả là nó dùng cùng 4CC.

Trong khi phiên bản mới nhất của RealPlayer có thể chơ được bất kỳ tập tin RealVideo nào, các chương trình khác có thể không hỗ trợ mọi codec.